# Llista de premis d'Uruguai
Aquesta és una la llista de Premis d'Uruguai. Diferents guardons atorgats anualment en àmbits de la música, art i cultura uruguaiana.
| Año  | Imagen | Galardón                        | Otros |
| ---- | ------ | ------------------------------- | --- |
| 1972 |        | Premi Charrúa                   | guardó a l'esport l'esport uruguaià.                                                                        |
| 1988 |        | Premi Bartolomé Hidalgo         | guardó a la literatura editada a Uruguai, atorgats per la Cambra Uruguaiana de el Llibre[1]                 |
| 1960 |        | Premi Florencio                 | guardó a el teatre lliurat per Associació de Crítics Teatrals de l'Uruguai.                                 |
| 1982 |        | Premi Fraternidad               | guardó atorgat per B'nai B'rith Uruguai.                                                                    |
| 1983 |        | Premios Iris                    | guardó per a artistes de televisió, ràdio, cinema i música uruguaiana, atorgats pel diari El País.[2]       |
| 1986 |        | Premi Candelabro de Oro         | guardó atorgat per la B'nai B'rith Uruguai.                                                                 |
| 1995 |        | Premi Figari                    | guardó a artistes visuals uruguaians, atorgat pel Banc Central de l'Uruguai, DNC, MEC i el Museu Figari.[3] |
| 2001 |        | Premi Alas                      | guardó a la cultura uruguaiana.                                                                             |
| 2003 |        | Premi Graffiti                  | guardó a la música uruguaiana.[4]                                                                           |
| 2008 |        | Premi Estrella del Sur          | reconocimiento a personas otorgado por el Club Uruguayo Británico.                                          |
| 2016 |        | Premi Marcelo Jelen             | galardón al periodismo uruguayo.[5]                                                                         |
|      |        | Premi Libro de Oro              | galardón a los libros superventas otorgados por la Cámara Uruguaya del Libro.[6]                            |
|      |        | Premi Legión del Libro          | galardón para uruguayos que promuevan la literatura, otorgados por la Cámara Uruguaya del Libro.            |
|      |        | Premi Morosoli                  | galardón a la cultura uruguaya, otorgados por la Fundación Lolita Rubial.[7]                                |
|      |        | Ciudadano Ilustre de Montevideo | galardón la cultural, arte o ciencia, otorgada por la Intendencia de Montevideo.                            |